# Interpunktion (Kommunikation)
In der Kommunikationsforschung werden unter Interpunktion subjektiv empfundene Startpunkte innerhalb eines ununterbrochenen  Austausches von Mitteilungen verstanden.
Die Verwendung dieses Begriffes zur Analyse von zwischenmenschlicher Kommunikation geht auf eine gemeinsame Arbeit von Gregory Bateson und Don D. Jackson zurück („Interpunktion von Ereignisfolgen“ in Analogie zu Whorf).
Paul Watzlawick, Janet H. Beavin und Don D. Jackson formulierten das Axiom: „Die Natur einer Beziehung ist durch die Interpunktion der Kommunikationsabläufe seitens der Partner bedingt“ (drittes metakommunikatives Axiom). Weichen die Meinungen über die Interpunktionen ab, können Beziehungskonflikte entstehen.

## Beispiel
In einer Ehe streiten sich beide Partner, ein Mann und eine Frau. Ersterer verhält sich oft passiv-zurückgezogen, während die Frau zum Nörgeln neigt. Es entsteht eine endlose Schleife. Grafisch wäre dies als Kreis darstellbar oder als ununterbrochene Folge. Der Anfangspunkt in der Grafik ist willkürlich gewählt.
Sicht des Ehemanns

Ununterbrochener Austausch von Informationen. Es gibt objektiv gesehen keinen Anfang und kein Ende.

Er begründet sein Verhalten als Reaktion auf ihr Nörgeln.
Sicht der Ehefrau

Der Ehemann reagiert auf die Nörgelei seiner Frau: Punkte 2, 4, 6

Sie begründet ihr Verhalten als Reaktion auf seinen Rückzug.

Die Ehefrau reagiert auf den Rückzug ihres Manns: Punkte 1, 3, 5